# Oxypoda frischi
Oxypoda (Bessopora) frischi – gatunek chrząszcza z rodziny kusakowatych i podrodziny Aleocharinae.

## Taksonomia
Gatunek ten opisany został w 2011 roku przez Volkera Assinga na podstawie 3 okazów odłowionych przez Frischa i Serriego. Jego epitet gatunkowy został nadany na cześć pierwszego z nich.

## Opis
Chrząszcz o ciele długości od 2 do 2,6 mm. Głowa ciemnobrązowa, prawie okrągła, najszersza za oczami, o punktowaniu nadzwyczaj drobnym i słabo widocznym z powodu wyraźnej mikrorzeźby. Trzeci człon czułków nieco krótszy od drugiego, czwarty około tak długi jak szeroki, człony od piątego do dziesiątego coraz szersze i bardziej poprzeczne, a jedenasty nieco dłuższy niż człony dziewiąty i dziesiąty razem wzięte. Przedplecze brązowe, około 1,3 raza tak szerokie jak długie, najszersze tuż za połową długości, punktowane i mikrorzeźbione w sposób podobny do głowy, o tylnych kątach słabo zaznaczonych. Pokrywy brązowe, punktowane gęsto, ale wyraźniej niż głowa i przedplecze. Odnóża i nasada czułek jasnobrązowe. Odwłok brązowy z szóstym i przodem siódmego segmentu ciemnobrązowymi. Samce o wierzchołkowym płatku paramery raczej krótkim, a środkowym płatku edeagusa o wierzchołku brzusznego wyrostka nierozdwojonym patrząc od spodu. Samice o ósmym segmencie odwłoka z tylną krawędzią szeroko wypukłą i z rzędem gęstych, ciemnych szczecin krawędziowych.

## Rozprzestrzenienie
Gatunek palearktyczny, znany wyłącznie z irańskich ostanów Azerbejdżan Zachodni i Chorasan Północny.